# Vacansoleil-DCM
Vacansoleil-DCM er et hollandsk professionalt cykelhold. Holdet har status som professionelt continental team og kører primært løb i UCI Europe Tour. Holdet blev oprettet i 2008, og overtog til 2009-sæsonen en del ryttere og personale fra det tidligere cykelhold Cycle Collstrop. Vacansoleil blev hovedsponsor i 2009, holdet fik status som et Continental hold. I 2011 fik holdet status som ProTourhold og deltager i Tour de France 2011

## Ryttere i 2011
Pr. 7. Juli 2011. 
|                   | Rytter            | Fødselsdag                |
| ----------------- | ----------------- | ------------------------- |
| Santo Anzà        | Santo Anzà        | 17. november 1980 (44 år) |
| Maxim Belkov      | Maxim Belkov      | 9. januar 1985 (40 år)    |
| Borut Božič       | Borut Božič       | 8. august 1980 (44 år)    |
| Matteo Carrara    | Matteo Carrara    | 25. marts 1979 (45 år)    |
| Thomas De Gendt   | Thomas De Gendt   | 6. november 1986 (38 år)  |
| Stijn Devolder    | Stijn Devolder    | 29. august 1979 (45 år)   |
| Romain Feillu     | Romain Feillu     | 16. april 1984 (40 år)    |
| Gorik Gardeyn     | Gorik Gardeyn     | 17. marts 1980 (45 år)    |
| Michał Gołaś      | Michał Gołaś      | 29. april 1984 (40 år)    |
| Johnny Hoogerland | Johnny Hoogerland | 13. maj 1983 (41 år)      |
| Martijn Keizer    | Martijn Keizer    | 25. marts 1988 (36 år)    |
| Sergey Lagutin    | Sergey Lagutin    | 14. januar 1981 (44 år)   |
| Bjorn Leukemans   | Bjorn Leukemans   | 1. juli 1977 (47 år)      |
| Pim Ligthart      | Pim Ligthart      | 16. juni 1988 (36 år)     |

|                    | Rytter             | Fødselsdag                 |
| ------------------ | ------------------ | -------------------------- |
| Marco Marcato      | Marco Marcato      | 11. februar 1984 (41 år)   |
| Wouter Mol         | Wouter Mol         | 17. april 1982 (42 år)     |
| Ezequiel Mosquera  | Ezequiel Mosquera  | 19. november 1975 (49 år)  |
| Jens Mouris        | Jens Mouris        | 12. marts 1980 (45 år)     |
| Alberto Ongarato   | Alberto Ongarato   | 24. juli 1975 (49 år)      |
| Marcello Pavarin   | Marcello Pavarin   | 22. oktober 1986 (38 år)   |
| Ruslan Pidgornyy   | Ruslan Pidgornyy   | 25. juli 1977 (47 år)      |
| Wout Poels         | Wout Poels         | 1. oktober 1987 (37 år)    |
| Rob Ruijgh         | Rob Ruijgh         | 12. november 1986 (38 år)  |
| Mirko Selvaggi     | Mirko Selvaggi     | 11. februar 1985 (40 år)   |
| Joost van Leijen   | Joost van Leijen   | 20. juli 1984 (40 år)      |
| Frederik Veuchelen | Frederik Veuchelen | 4. september 1978 (46 år)  |
| Lieuwe Westra      | Lieuwe Westra      | 11. september 1982 (42 år) |